# Überschwemmungen in Indonesien und Osttimor 2021
Überschwemmungen in Indonesien und Osttimor verursachten um den 4. April 2021 schwere Schäden. In den indonesischen Provinzen Nusa Tenggara Barat und Nusa Tenggara Timur kamen mindestens 182 Menschen durch die Unwetter ums Leben, in Osttimor zählte man 42 Tote. Auslöser waren starke Regenfälle durch den Zyklon Seroja.

## Indonesien

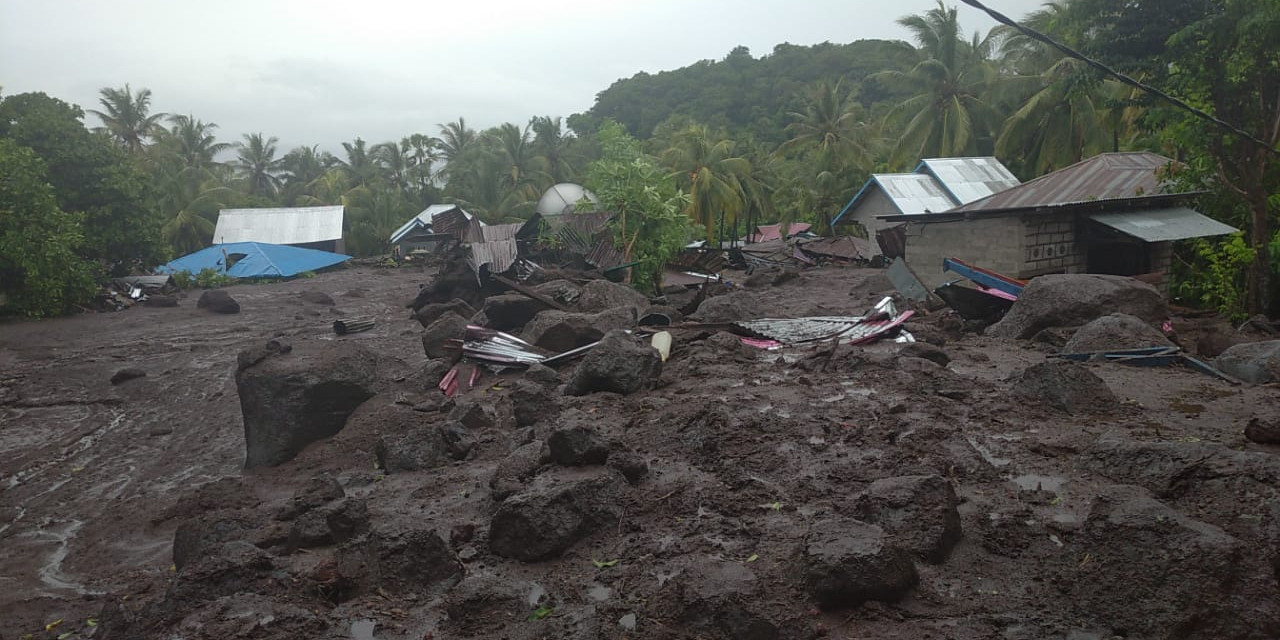
Nach einer Schlammlawine im Osten von Flores

In Indonesien waren von der Naturkatastrophe die Insel Sumbawa in der Provinz Nusa Tenggara Barat und in der Provinz Nusa Tenggara Timur der indonesische Teil Westtimors und die Inseln Flores, Adonara, Sawu und Alor betroffen.
Im Dorf Lamenele auf Flores starben alleine 38 Menschen, als ein Erdrutsch rund 50 Häuser unter sich begrub. In Waiburak auf Adonara zerstörten die Fluten Häuser und eine Brücke. Hier gab es drei Tote. Im Dorf Oyangbarang auf derselben Insel, wo 40 Häuser zerstört wurden, starben mindestens drei weitere Menschen. In Bima auf Sumbawa wurden 10.000 Häuser überflutet. Tausende wurden obdachlos. Auch von Lembata werden Schäden gemeldet. Ganze Dörfer sollen ins Meer gespült worden sein. Vulkanasche und erstarrte Lava, die vom Ausbruch des Vulkans Ili Lewotolok im letzten November stammten, wurden von den Wassermassen über mehrere Dörfer gespült und begrub sie. Mindestens 14 Menschen starben. Die Provinzhauptstadt Kupang erlebte eine Sturzflut. Am 9. April 2021 besuchte Jokowi, der Präsident Indonesiens, die betroffene Insel Lembata, um sich ein Bild von der Lage vor Ort zu machen.

## Osttimor

### Übersicht

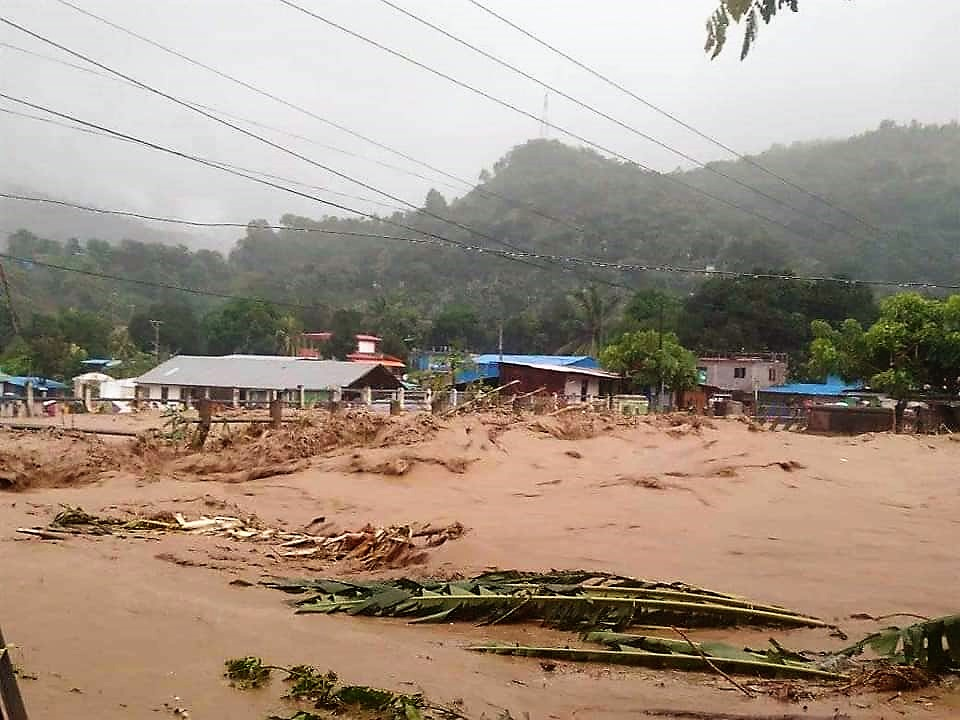
Ostersonntag am Terminal Becora

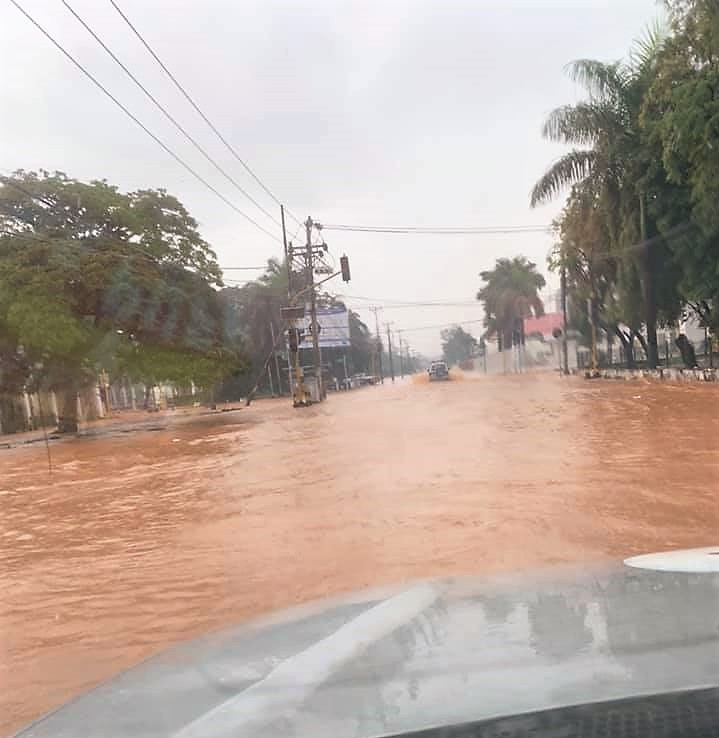
Überflutete Straßen in Dili

Ein Tiefdruckgebiet über dem Westen Timors verursachte in den drei Tagen vor Ostersonntag vor allem an der Nordküste der Insel schwere Regenfälle. In der Nacht zum Ostersonntag am 4. April überfluteten Wassermassen große Teile von Dili, unter anderem Colmera, Comoro, Motael, Maloa, Santa Cruz und Becora. In manchen Vierteln stieg das Wasser auf eine Höhe von zwei Metern. Schon in den Tagen zuvor hatte es in den Gemeinden Cova Lima und Viqueque Überschwemmungen gegeben, bei denen Wohnhäuser zerstört wurden. Am 7. April zählte man in Osttimor 42 Tote, 15 Personen gelten als vermisst. Nach ihnen suchen auch Marineeinheiten der Verteidigungskräfte Osttimors und der Wasserpolizei.

### Hauptstadt Dili

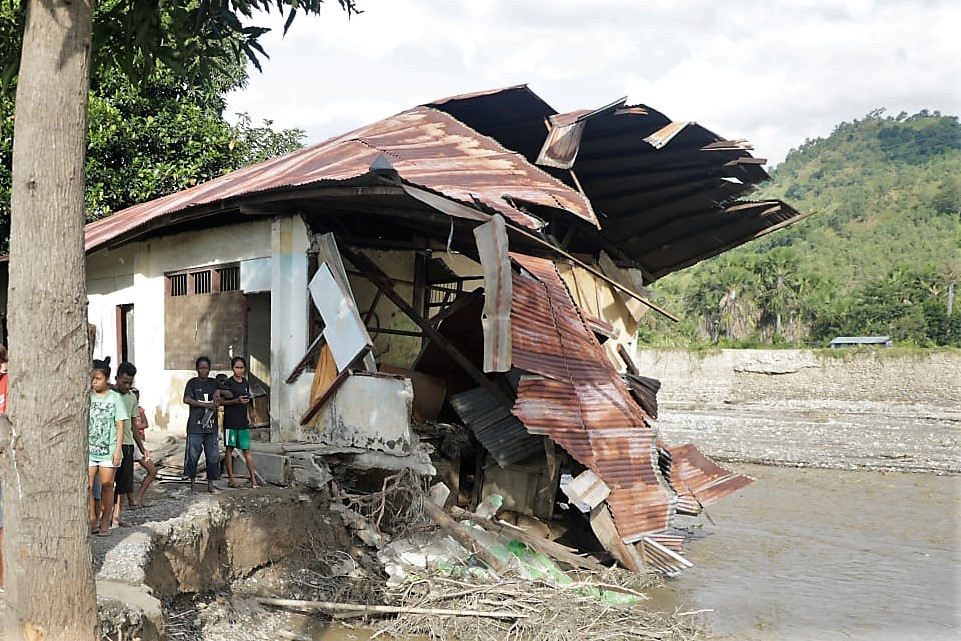
Zerstörtes Haus in der Aldeia
12 de Outubro

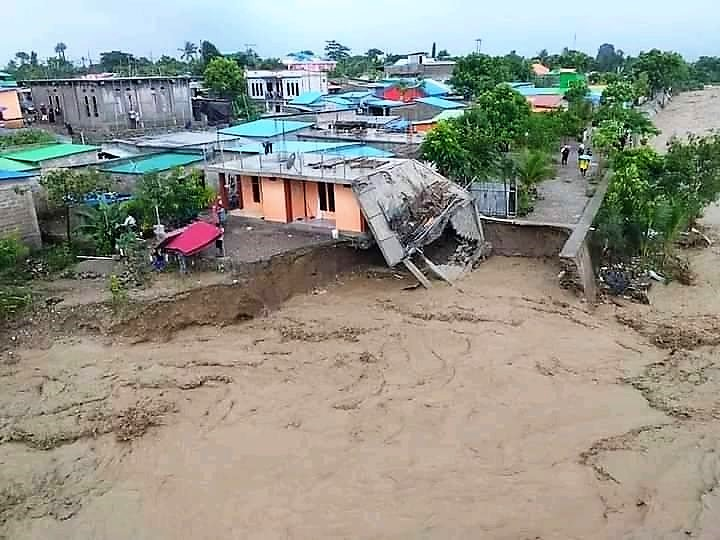
Zerstörungen am Rio Comoro (Dili)

Einwohner Dilis sprechen von den schlimmsten Überschwemmungen in Dili seit 1973. Die ursprünglich verbreitete Zahl von 42 Toten wurde am 10. April nach unten korrigiert, da man zuvor Vermisste bereits als Tote gezählt hatte, was Kritik hervorrief. Stand 10. April waren offiziell 26 Personen als tot gemeldet und elf als vermisst. In der Hauptstadt des Landes beklagt man bisher 13 Tote (8 Tote in Comoro, 3 Tote in Hera, 1 Toter in Vila Verde, 1 Toter in Fatuhada), mindestens sechs davon sind Kinder. Auch ein Polizeibeamter ist unter den Opfern. Je eine Person aus Comoro und aus Hera werden vermisst. Letztlich lag die endgültige Todeszahl in Osttimor doch noch bei 42 Opfern.
Erste Schätzungen gingen in Osttimor von Schäden von mindestens 420 Millionen US-Dollar aus. 2.455 Familien mit über 13.963 Menschen wurden alleine in Dili obdachlos und in 38 Notlagern untergebracht. Das größte Lager mit über 3300 Personen befand sich im Don-Bosco-Schulungszentrum in Comoro, gefolgt vom Gebiet der Johannes-Paul-II-Kirche in Tasitolu mit über 1500. Regierungsbehörden, internationale Organisationen, Unternehmen und Privatleute versorgen die Menschen mit Lebensmitteln, Wasser und anderen Hilfsgütern.
Im Stadtteil Tasitolu vereinigten sich die drei namensgebenden Salzseen zu einer großen Lagune, die unter anderem den großen Festplatz der Stadt überschwemmte. Bewohner des Gebietes flohen in die dahinterliegenden Hügel und müssen dort mit Hilfe von herangebrachten kleinen Fischerbooten (Beiros) übers Wasser mit Lebensmitteln versorgt werden.
Am Rio Comoro wurden Häuser am Ufer von den Fluten mitgerissen. Ein Teil der Avenida de Portugal brach bei der japanischen Botschaft ins Meer. Für mehrere Stunden fiel der Strom aus. Auch Mobilfunk und Internet hatten Störungen. Schäden gab es auch am Präsidentenpalast, dem Busterminal von Becora, im Gebäude des staatlichen Fernsehsenders RTTL. Acht Schulen wurden schwer beschädigt, neun weitere verzeichneten kleinere Schäden. Die Feuerwehr bringt Trinkwasser in die verschiedenen Stadtviertel, doch ist sie mit den benötigten Mengen überfordert. Die Stromgesellschaft EDTL versucht überall die Stromversorgung wieder aufzubauen.
Im Vorort Hera verloren 75 Familien ihr Häuser.

### Andere Gemeinden

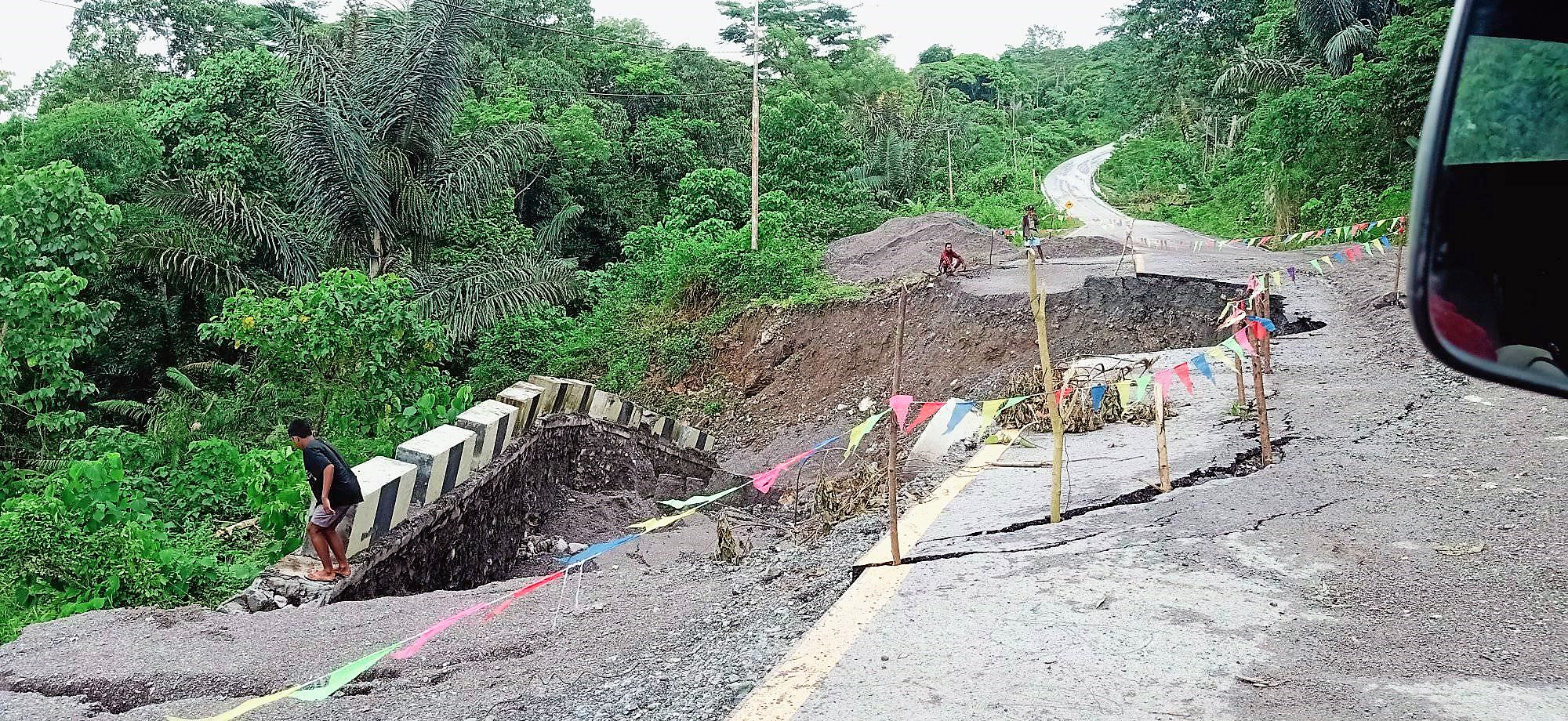
Straßenschäden in Manlala (Gemeinde Manatuto)

Außerhalb Dilis wurden 1700 Familien obdachlos, von denen viele noch ohne Hilfe sind, weil die Verkehrswege unterbrochen sind. Sechs Todesopfer und vier Vermisste wurden aus Ainaro gemeldet und zwei Vermisste aus Aileu. Zwei Personen kamen in Manatuto ums Leben, drei werden vermisst. Vier Menschen starben in Viqueque und einer in Liquiçá. Nicht in die Statistik der Opfer durch die Fluten fällt ein Lehrer aus Baguia (Baucau), der ums Leben kam, als eine Brücke einstürzte. Er wollte für das Dorf Lebensmittel holen, nachdem die Versorgungslage bereits durch den Lockdown sich verschlimmert hatte und staatliche Hilfskräfte das Dorf noch nicht erreicht hatten. Häuser wurden auch hier überflutet, die Felder wurden durch den Regen zerstört und selbst Feuerholz könne man nicht sammeln, wurde dem Korrespondenten von Lusa berichtet.
In der Gemeinde Viqueque sind 420 Familien auf Nothilfe angewiesen. In Cova Lima sind allein im Dorf Halic (Suco Beco) 45 Familien betroffen. Hier ist eine Brücke eingestürzt. Auch aus Manufahi, Bobonaro und Liquiçá werden Schäden gemeldet. Die Überlandstraße von Dili nach Aileu wurde zerstört.
In Laclubar (Gemeinde Manatuto) wurden Straßen, Brücken und Häuser beschädigt. 54 Familien wurden durch den Sturm obdachlos. Auch der Rest der Bevölkerung leidet unter dem Mangel an Trinkwasser und Nahrung sowie fehlendem Strom. Noch Tage nach dem Unwetter war keine staatliche Hilfe in dem Ort im Inselzentrum angekommen.
Die Gesamtzahl der betroffenen Familien im Land lag schließlich bei 30.748. Noch im August lebten einige in Notunterkünften.

### COVID-19

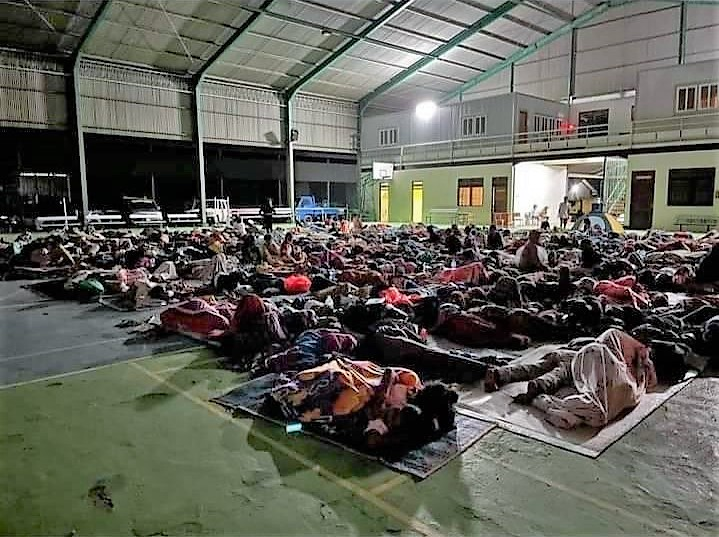
Notunterkunft in Dili

Die Katastrophe traf das Land inmitten des ersten großen Ausbruchs der COVID-19-Pandemie in Osttimor, weswegen die Gemeinden Dili, Baucau und Viqueque sich im Lockdown befanden. Unter anderem wurde auch das Lager des Autonomen Dienstes für Arzneimittel und medizinische Geräte des öffentlichen Instituts (Serviçio Autónomo de Medicamentos e Equipamentos de Saúde SAMES) überschwemmt, in dem die staatlichen Medikamentenvorräte untergebracht sind. Dort befanden sich auch die Kühlkammern, in denen die 24.000 Dosen der ersten Charge von COVID-19-Impfstoff am Montag untergebracht werden sollten, und andere Ressourcen zur Bekämpfung der COVID-19-Pandemie in Osttimor. Mit Lastwagen konnte man Teile der Lagerbestände retten. Auch das Nationale Laboratorium und das Nationale Krankenhaus Guido Valadares (HNGV) waren vom Wasser betroffen. Ebenso die Isolationszentren zur Quarantäne in Vera Cruz und Tasitolu. Vier Personen aus dem Isolationszentrum in Vera Cruz, die schwerer an COVID-19 erkrankt waren, mussten in das Krankenhaus von Lahane verlegt werden.
Evakuierte wurden in Schulen untergebracht, die wegen der Pandemie zurzeit geschlossen sind. Einzelne Familien sollten dabei zur Vermeidung der Ausbreitung von COVID-19 getrennt voneinander untergebracht werden. Obwohl das Terminal des Flughafens Dili überflutet war, traf am 5. April ein Flugzeug ein, das die ersten 24.000 Impfdosen nach Osttimor brachte. Mit den Impfungen wurde am 7. April begonnen.
Der Corona-Lockdown mit Einschränkung der Bewegungsfreiheit wurde am 8. April ausgesetzt. Allerdings blieb die Einschränkung, dass man die Gemeinde nur mit negativem Corona-Testergebnis verlassen durfte. Auch größere Veranstaltungen blieben verboten.

### Hilfen

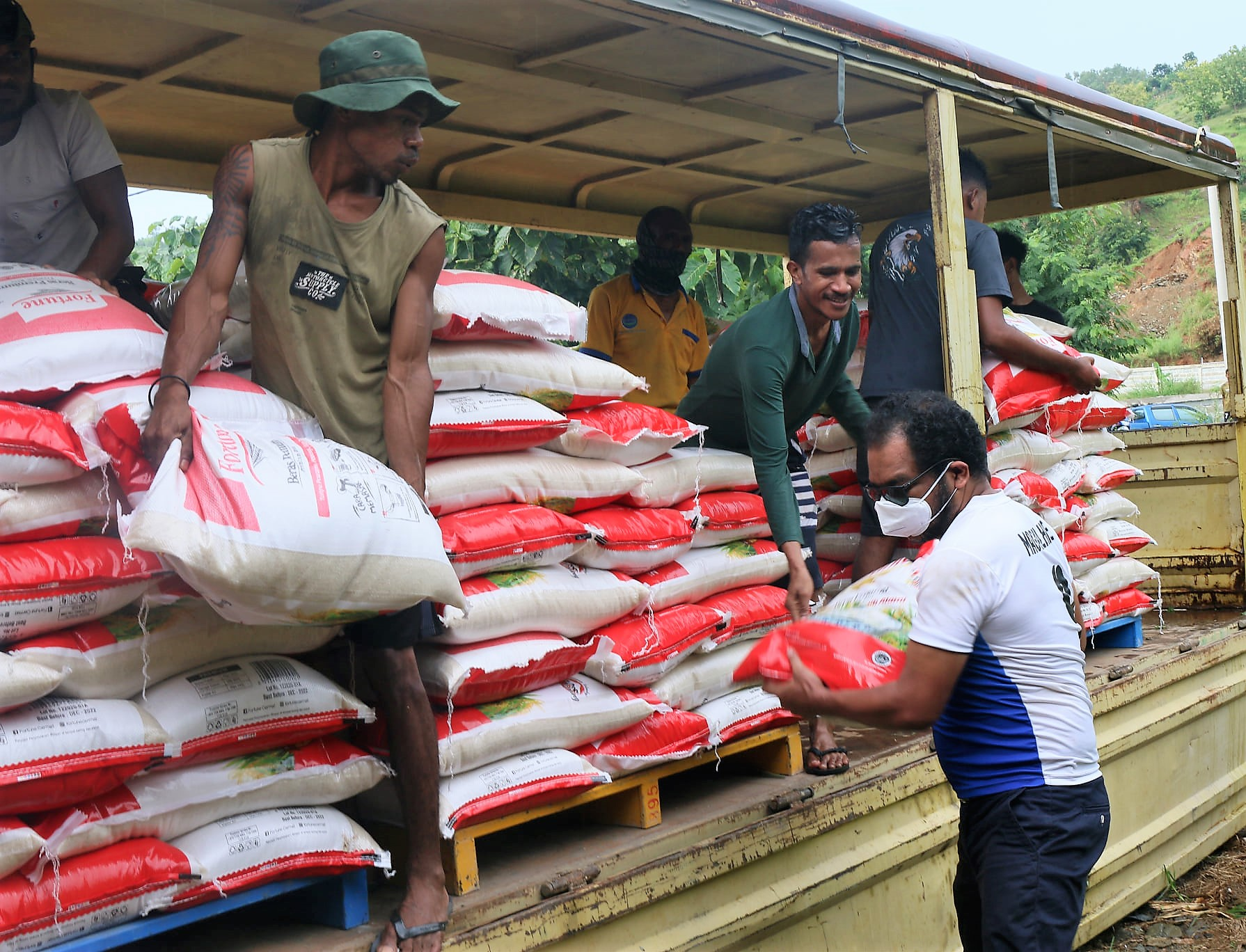
Ankunft von Hilfsgütern in Manleuana (Dili)

Am 8. April erklärte die Regierung Osttimors den Katastrophenfall für die Dauer von 30 Tagen, um internationale Unterstützung anfordern zu können. Wegen der COVID-19-Pandemie in Osttimor bestand bereits zuvor der Ausnahmezustand. Unter anderem wurden Hubschrauber benötigt, die es im Land sonst nicht gibt. Australien stellte schließlich einen Helikopter mit Personal zur Verfügung.

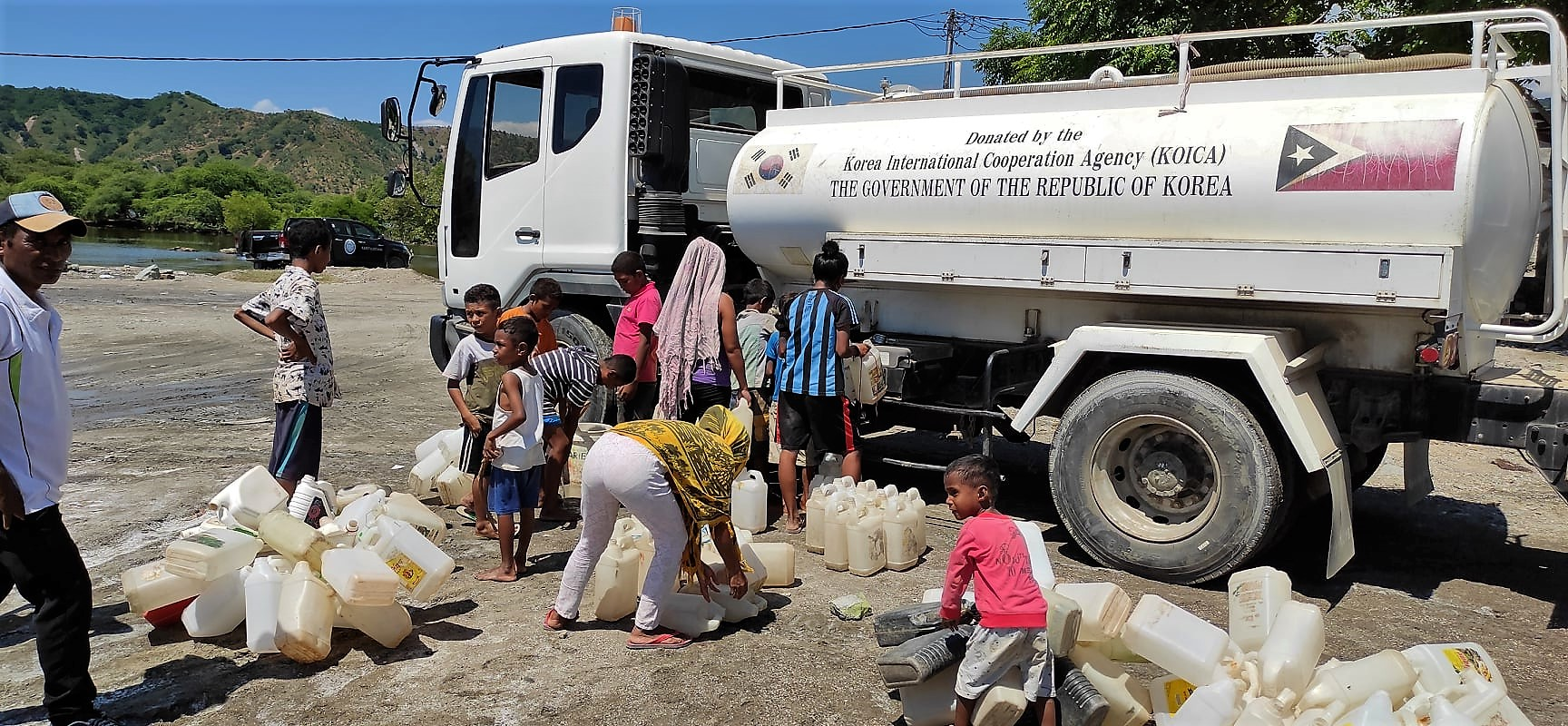
Versorgung mit Trinkwasser in Tasitolu

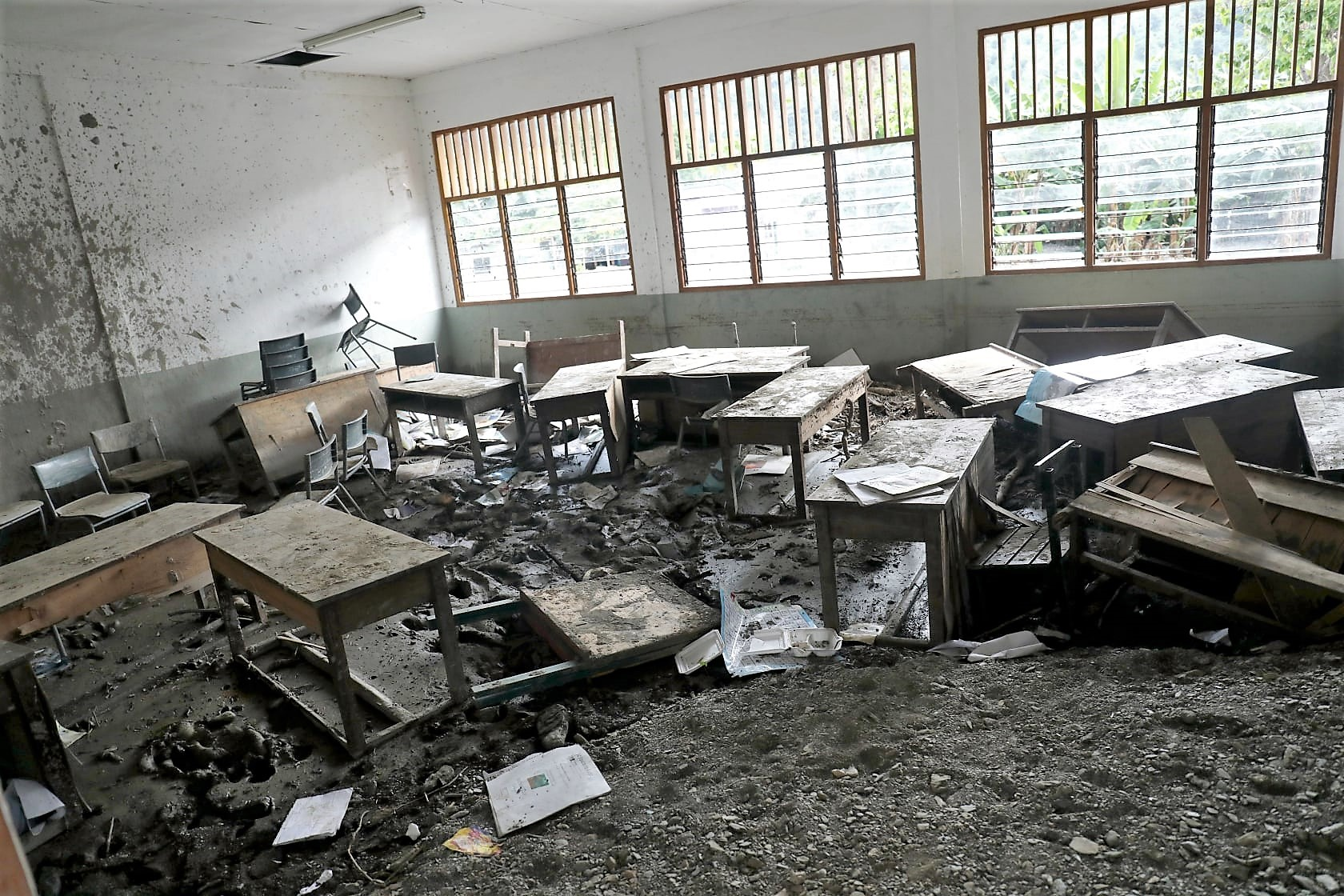
Zerstörungen in der Grundschule von Casnafar

Portugal, die Europäische Union und die Gemeinschaft der Portugiesischsprachigen Länder (CPLP) sagten Hilfen für Osttimor zu. USAID kündigten eine Soforthilfe von 100.000 US-Dollar an. Misereor stellt vorerst eine Summe in Höhe von 100.000 EUR für die Notversorgung der Menschen in der betroffenen Region bereit. Über die EU sandte Österreich im August 2021 nach Osttimor eine Sachhilfe, unter anderem aus Nahrungsmittel, Küchenutensilien und Hygieneartikeln.
Der Staat verteilte Hilfsgüter zur Zeit vor allem in der Hauptstadt. Hier gab es mehrere Verteilstellen, um den Leuten die Rückkehr in ihre eigenen Stadtviertel zu ermöglichen und die Notlager zu entlasten. Ohnehin nutzten die meisten Menschen die Notunterkünfte nur zum Essen und Schlafen und gingen tagsüber zur Arbeit oder bauten ihre Häuser wieder auf. Die Verteilung von  Bau- und Reinigungsmaterialien begann in den nächsten Tagen.
Privatpersonen in Osttimor (Einheimische und Expats) und Australien organisierten mehrere Dutzend Initiativen und Spendensammlungen. Craig Thrupp, Direktor der australischen Firma Sentinel und Honorarkonsul von Osttimor in Queensland charterte ein Flugzeug, das Medikamente und andere Hilfsgüter nach Dili bringen soll. Die Koordination übernahm Michael Stone, der Chef der australisch-osttimoresischen Veteranenorganisation Timor Awakening. Die Hilfsgüter kamen von Australiern und Mitgliedern der osttimoresischen Gemeinde in Australien. Rosa Horta Carrascalão, Witwe des Politikers João Carrascalão, und der Portugiesisch-Timoresische Club organisierten eine Sammlung in Darwin. Mehrere Tonnen an Hilfsgütern, wie Kleidung, Batterien und Matratzen, kamen zusammen und sollen per Schiff nach Dili gebracht werden. Der Tunesier Franky Zayat der Firma ACR Parts stellte die Container für den Transport zur Verfügung.